# 赵康民
赵康民（1936年7月—2018年5月16日）是一位中国考古学家，临潼博物馆馆长。

## 生平
1936年出生于陕西西安，1961年任职于临潼县文化馆，他无科班基础，靠阅读《文物》和《考古》等杂志自学考古知识。1974年4月25日接到临潼区西阳村的村民电话偶然发现残破陶俑，后鉴定为是秦始皇兵马俑。他也是最早认定兵马俑是文物并进行修复的人。
2018年5月16日逝世，享年82岁。

## 荣誉
1990年被评为国家级有突出贡献专家，享受国务院特殊津贴。

## 家庭
已婚有两子。